# ATP Challenger Series 1984
In der folgenden Tabelle werden die Turniere der professionellen Herrentennis-Saison 1984 der ATP Challenger Series dargestellt. Sie bestand aus 32 Turnieren mit einem Preisgeld von 25.000 bis 75.000 US-Dollar. Es war die siebte Ausgabe des Challenger-Turnierzyklus.

## Turnierplan

### Januar
| Datum1 | Ort      | Turnier             | Preisgeld | Draw    | Belag2        | Sieger Einzel   | Sieger Doppel                    |
| ------ | -------- | ------------------- | --------- | ------- | ------------- | --------------- | -------------------------------- |
| 02.01. | Perth    | Perth Challenger    | $ 25.000  | 32E/16D | Rasen         | Brian Levine    | Broderick Dyke John Van Nostrand |
| 16.01. | Amarillo | Amarillo Challenger | $ 25.000  | 32E/16D | Hartplatz (i) | Marty Davis     | Marty Davis Chris Dunk           |
| 23.01. | Guarujá  | Guarujá Challenger  | $ 75.000  | 48E/24D | Sand          | Givaldo Barbosa | Marcos Hocevar Alexandre Hocevar |

### Februar
| Datum1 | Ort          | Turnier                 | Preisgeld | Draw    | Belag2 | Sieger Einzel | Sieger Doppel                   |
| ------ | ------------ | ----------------------- | --------- | ------- | ------ | ------------- | ------------------------------- |
| 06.02. | Agadir       | Agadir Challenger       | $ 25.000  | 32E/16D | Sand   | Alberto Tous  | Charles Strode Morris Strode    |
| 27.02. | Kairo        | Cairo Challenger        | $ 75.000  | 32E/16D | Sand   | Fernando Luna | Brett Dickinson Drew Gitlin     |
| 29.02. | Viña del Mar | Viña del Mar Challenger | $ 25.000  | 32E/16D | Sand   | Álvaro Fillol | Carlos Gattiker Gustavo Tiberti |

### März
| Datum1 | Ort     | Turnier            | Preisgeld | Draw    | Belag2      | Sieger Einzel    | Sieger Doppel                     |
| ------ | ------- | ------------------ | --------- | ------- | ----------- | ---------------- | --------------------------------- |
| 05.03. | Bahrain | Bahrain Challenger | $ 75.000  | 32E/16D | Hartplatz   | Tim Wilkison     | David Dowlen Nduka Odizor         |
| 05.03. | Wien    | Vienna Challenger  | $ 25.000  | 32E/16D | Teppich (i) | Jan Gunnarsson   | Bruce Manson David Pate           |
| 26.03. | Tunis   | Tunis Challenger   | $ 50.000  | 32E/16D | Sand (i)    | Henrik Sundström | Ernie Fernández Michael Mortensen |

### April
| Datum1 | Ort             | Turnier                    | Preisgeld | Draw    | Belag2        | Sieger Einzel     | Sieger Doppel                   |
| ------ | --------------- | -------------------------- | --------- | ------- | ------------- | ----------------- | ------------------------------- |
| 02.04. | Aschkelon       | Ashkelon Challenger        | $ 25.000  | 32E/16D | Hartplatz     | Bruce Manson      | Bruce Manson Jeff Turpin        |
| 16.04. | San Luis Potosí | San Luis Potosí Challenger | $ 25.000  | 32E/16D | Sand          | Tim Wilkison      | Juan Hernández Francisco Maciel |
| 23.04. | Marrakesch      | Marrakech Challenger       | $ 50.000  | 32E/16D | Sand          | Hans Gildemeister | Terry Moor Blaine Willenborg    |
| 23.04. | Montreal        | Montreal Challenger        | $ 25.000  | 32E/16D | Hartplatz (i) | John Sadri        | Andy Kohlberg Rick Meyer        |
| 30.04. | Parioli         | Parioli Challenger         | $ 25.000  | 32E/16D | Sand          | John Frawley      | Simone Colombo Gianni Ocleppo   |

### Mai
| Datum1 | Ort           | Turnier                  | Preisgeld | Draw    | Belag2        | Sieger Einzel     | Sieger Doppel                  |
| ------ | ------------- | ------------------------ | --------- | ------- | ------------- | ----------------- | ------------------------------ |
| 07.05. | Curitiba      | Curitiba Challenger      | $ 25.000  | 32E/16D | Sand          | Martín Jaite      | Nelson Aerts Alexandre Hocevar |
| 07.05. | Nagoya        | Nagoya Challenger        | $ 25.000  | 32E/16D | Hartplatz     | Glenn Layendecker | nicht ausgetragen              |
| 07.05. | Sutton        | Sutton Challenger        | $ 25.000  | 32E/16D | Sand          | David Mustard     | Mark Kratzmann Simon Youl      |
| 14.05. | Lee-on-Solent | Lee-on-Solent Challenger | $ 25.000  | 32E/16D | Sand          | Simon Youl        | nicht ausgetragen              |
| 14.05. | Spring        | Spring Challenger        | $ 25.000  | 32E/16D | Hartplatz (i) | Vijay Amritraj    | Andy Kohlberg Rick Meyer       |

### Juni
| Datum1 | Ort       | Turnier              | Preisgeld | Draw    | Belag2 | Sieger Einzel             | Sieger Doppel                |
| ------ | --------- | -------------------- | --------- | ------- | ------ | ------------------------- | ---------------------------- |
| 04.06. | Bielefeld | Bielefeld Challenger | $ 25.000  | 48E/24D | Sand   | Josef Čihák               | Peter Elter Stefan Hermann   |
| 04.06. | Tampere   | Tampere Challenger   | $ 25.000  | 32E/16D | Sand   | Luca Bottazzi             | David Mustard Jonathan Smith |
| 11.06. | Brescia   | Brescia Challenger   | $ 25.000  | 32E/16D | Sand   | Christophe Roger-Vasselin | Jacques Hervet Jérôme Vanier |
| 18.06. | Dortmund  | Dortmund Challenger  | $ 25.000  | 48E/24D | Sand   | Francisco Maciel          | Jaime Fillol Álvaro Fillol   |

### Juli
| Datum1 | Ort         | Turnier                | Preisgeld | Draw    | Belag2 | Sieger Einzel  | Sieger Doppel                     |
| ------ | ----------- | ---------------------- | --------- | ------- | ------ | -------------- | --------------------------------- |
| 02.07. | Travemünde  | Travemünde Challenger  | $ 25.000  | 48E/24D | Sand   | Wadim Borissow | Johan Carlsson Peter Svensson     |
| 09.07. | Neunkirchen | Neunkirchen Challenger | $ 25.000  | 64E/32D | Sand   | Marián Vajda   | Hans-Dieter Beutel Christoph Zipf |
| 30.07. | Ulm         | Müller Cup             | $ 25.000  | 48E/24D | Sand   | Kent Carlsson  | Stefan Hermann Brian Levine       |

### August
| Datum1 | Ort      | Turnier             | Preisgeld | Draw    | Belag2    | Sieger Einzel | Sieger Doppel            |
| ------ | -------- | ------------------- | --------- | ------- | --------- | ------------- | ------------------------ |
| 13.08. | Winnetka | Winnetka Challenger | $ 25.000  | 32E/16D | Hartplatz | Marc Flur     | Dan Goldie Michael Kures |

### September
| Datum1 | Ort          | Turnier                 | Preisgeld | Draw    | Belag2 | Sieger Einzel | Sieger Doppel                 |
| ------ | ------------ | ----------------------- | --------- | ------- | ------ | ------------- | ----------------------------- |
| 03.09. | Messina      | Messina Challenger      | $ 50.000  | 32E/16D | Sand   | Víctor Pecci  | Ronnie Båthman Magnus Tideman |
| 10.09. | Thessaloniki | Thessaloniki Challenger | $ 25.000  | 32E/16D | Sand   | Steve Shaw    | Jeremy Bates Steve Shaw       |

### Oktober
keine Turniere in diesem Monat

### November
| Datum1 | Ort        | Turnier               | Preisgeld | Draw    | Belag2        | Sieger Einzel      | Sieger Doppel                   |
| ------ | ---------- | --------------------- | --------- | ------- | ------------- | ------------------ | ------------------------------- |
| 05.11. | Helsinki   | Helsinki Challenger   | $ 25.000  | 32E/16D | Hartplatz (i) | Jakob Hlasek       | Jakob Hlasek Alexandre Hocevar  |
| 19.11. | Benin City | Benin City Challenger | $ 50.000  | 32E/16D | Hartplatz     | Nduka Odizor       | Tony Mmoh Nduka Odizor          |
| 26.11. | Bahia      | Bahia Challenger      | $ 75.000  | 32E/16D | Hartplatz     | Horacio de la Peña | Ricardo Acuña Hans Gildemeister |

### Dezember
keine Turniere in diesem Monat
- 1 Turnierbeginn (ohne Qualifikation)
- 2 Das Kürzel „(i)“ (= indoor) bedeutet, dass das betreffende Turnier in einer Halle ausgetragen wurde.